# Lomtjärnen (Lits socken, Jämtland, 700829-146560)
Lomtjärnen är en sjö i Östersunds kommun i Jämtland och ingår i Indalsälvens huvudavrinningsområde.